# ストロングビル
ストロングビルは、神奈川県横浜市中区山下町に所在した歴史的建築物である。1937年（昭和12年）に外国商館として建設された。2007年に解体されたが、2009年にほぼ同じ位置に建設されたホテルの低層部に復元された。

## ストロング商会
1871年（明治4年）、イギリスのG.ストラウス商会が日本に進出し、横浜と神戸に支店を開設した。同社は大正時代にストロング商会に商号を変更している。1937年、横浜公園の隣接地に社屋を建設した。第二次世界大戦後の1947年には独立し、ストロング極東株式会社（Strong & Company (Far East) Ltd.）となる。商社として貿易事業を行い、機械や繊維製品などを扱った。羽二重やクリスマス用飾り電球、箱根細工、グルタミン酸ナトリウムなど取扱品目は多岐にわたったようである。

## 建築
設計は横浜出身の矢部又吉で、市内では他に川崎銀行横浜支店（現 損保ジャパン横浜馬車道ビル）と第百銀行横浜支店（旧東京三菱銀行横浜中央支店）の銀行建築を手掛けている。横浜公園の東側、大桟橋通りを挟んだ向かい側に位置し、通りに面した正面の中央にアーチ状の玄関ポーチがある。二階軒下や玄関ポーチの周りには飾り模様が施されている。横浜に残る数少ない戦前のオフィスビルとして、テレビドラマ『私立探偵 濱マイク』のロケにも使用された。後期には、1階の正面に向かって右側-にコンビニエンスストアのam/pmがテナントとして入居していた。
2000年代に入り、建て替えが検討される。2006年には、日本建築家協会から保存の要望が寄せられた。横浜市都市整備局も、所有者であるストロング極東社に建物の保全を要請。同社は、横浜公園側の正面とその両側面に外観の意匠を再現し、玄関周りには部材の一部を再利用することを承諾した。2008年には横浜市認定歴史的建造物に認定された。
2009年12月10日に、1～3階にストロングビルを復元した「ダイワロイネットホテル横浜公園」が開業した。復元部の1・2階にはコンビニエンスストアやレストランのテナント。3階にホテルのロビーがあり、4～12階に全292室、収容人数591人の客室を備える。13階には結婚式場が設けられている。

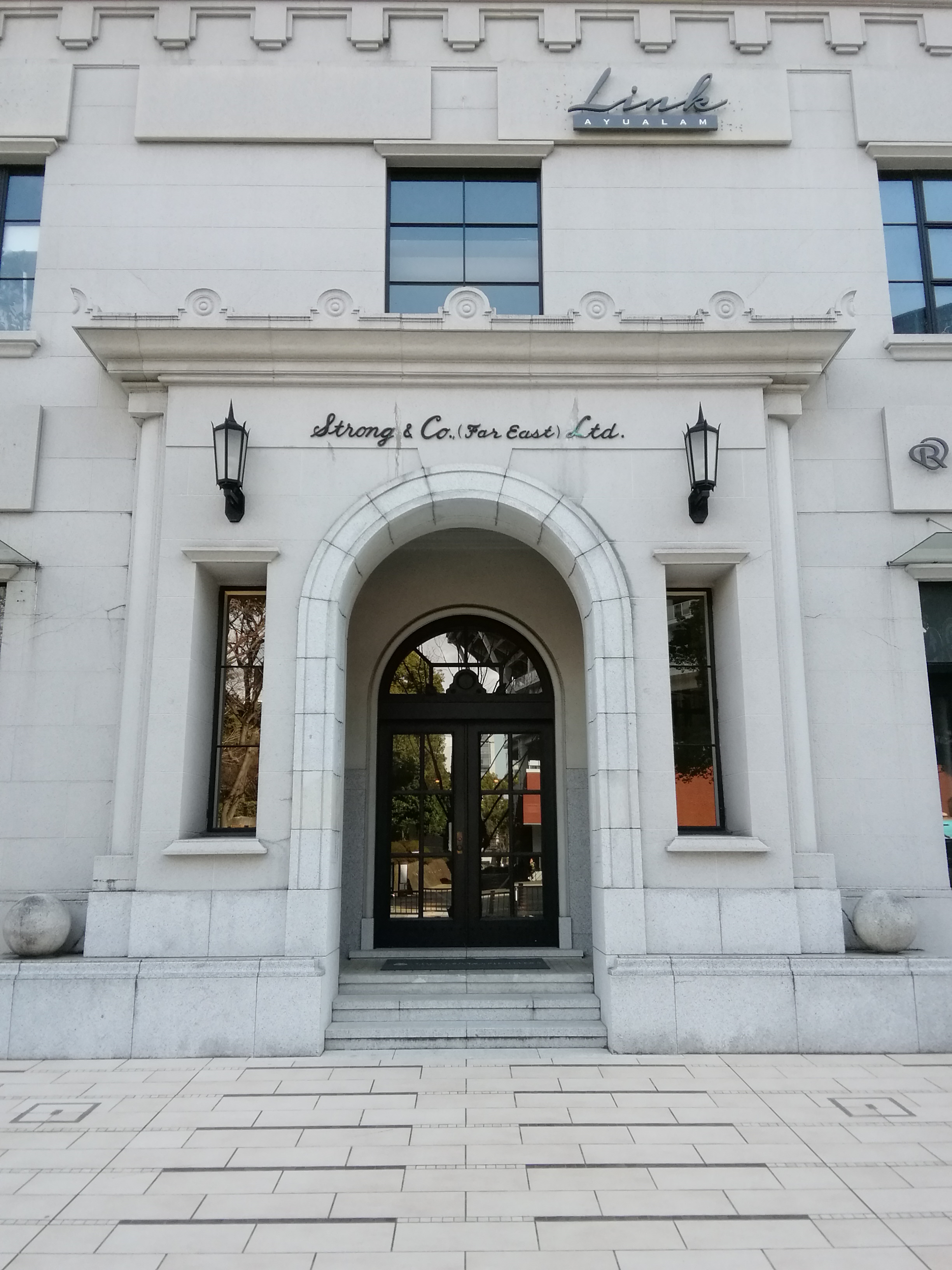
玄関ポーチ上部には「Strong & Company (Far East) Ltd.」の文字が記されている。ホテルの入口はその右隣り。
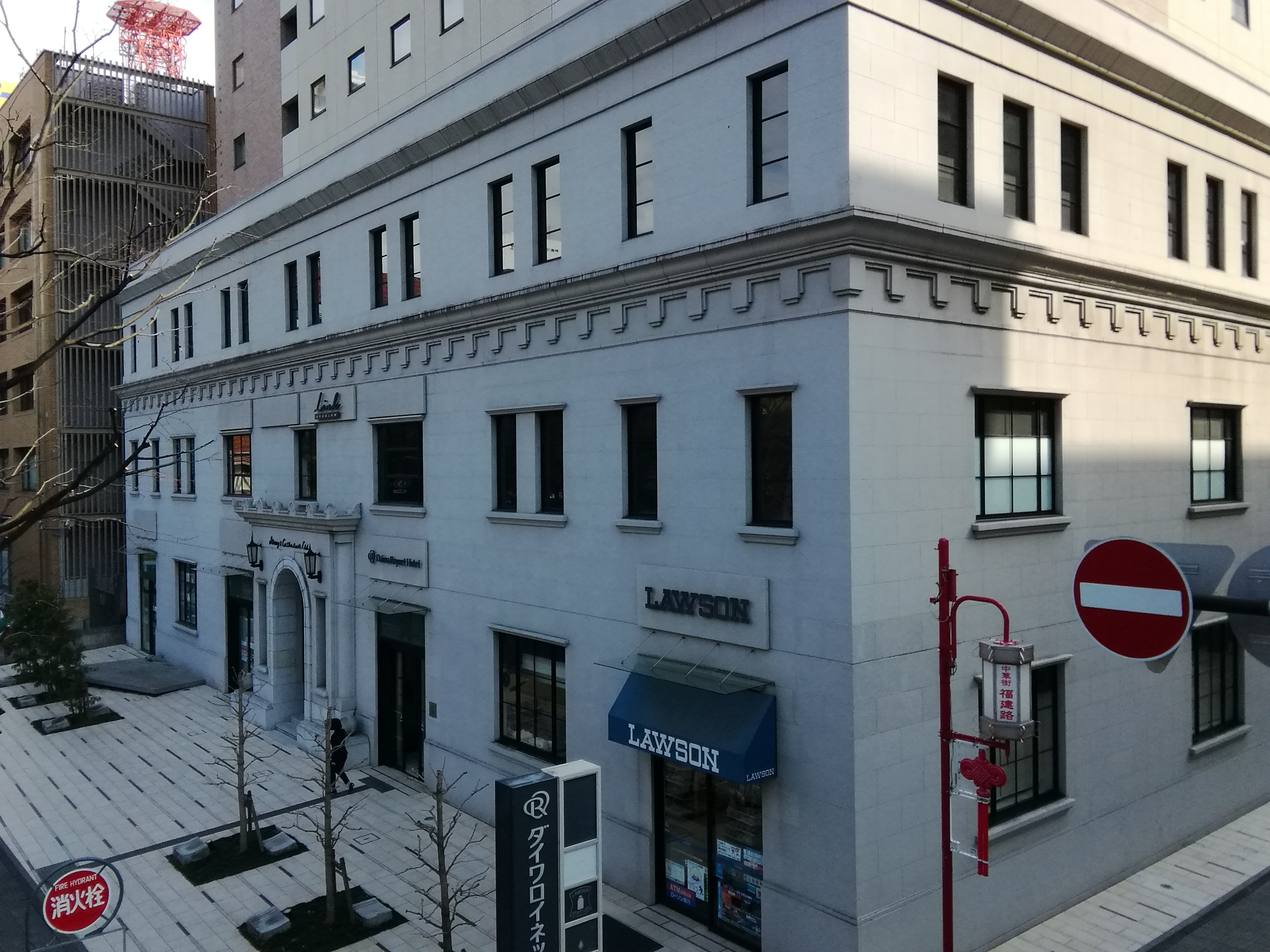
正面右手には、am/pmに代わりローソンが入居した。右脇の福建路を進むと横浜中華街も近い。